# Barre de son

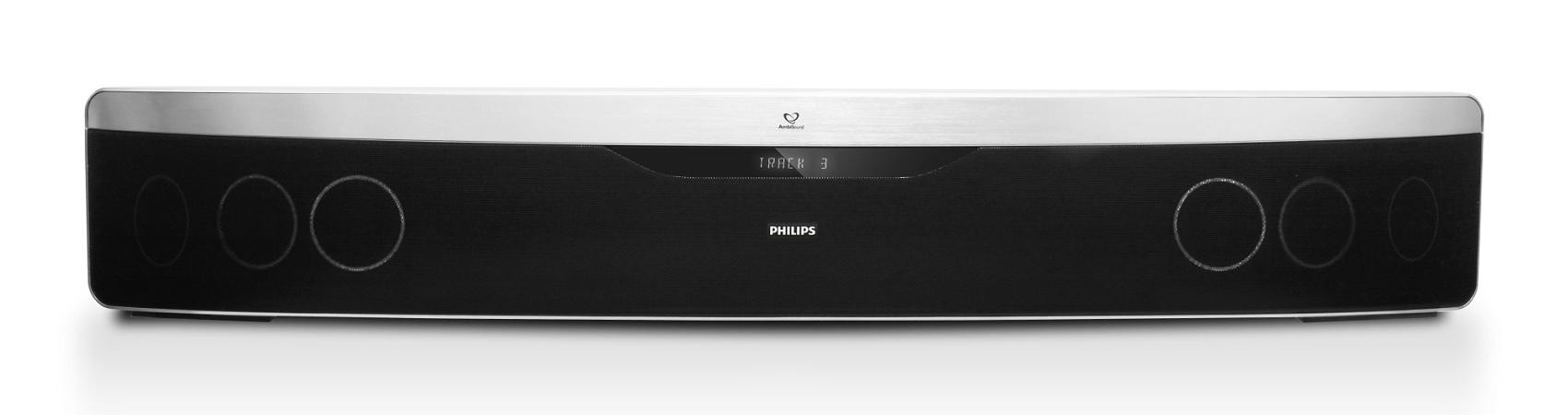
Une barre de son.

Une barre de son (aussi appelée projecteur de son) est un système audio tout-en-un utilisé dans des installations de home cinema. Cette solution regroupe en une seule boite des haut-parleurs et l'amplificateur audio/vidéo. Le rendu sonore est supérieur à celui de la plupart des écrans plats. Son autre intérêt réside dans la réduction de l'encombrement et l’absence de nombreux fils nécessaires aux installations traditionnelles.
Cette installation n'est pas dénuée de toute contrainte, car elle est dépendante de la forme et de l'encombrement de l'appartement pour propager les ondes et recréer l'effet de son environnant.

## Types
Les dimensions sont généralement de l'ordre de 90 cm de longueur (de 60 à 120 cm), 20 cm de hauteur et 15 cm de profondeur.
Le caisson de graves peut être intégré ou séparé ; des enceintes surround peuvent accompagner la barre de son. Ces éléments peuvent se connecter entre eux sans fil. Il existe par exemple des barres de son 2.0, 2.1, 3.0, 5.1, 5.1.4 et 7.1.4. Une télécommande peut être fournie.
Des barres de son équipées d'un caisson auxiliaire sont commercialisées à partir des années 2010. Elles permettent une diffusion audio de type 2.1.
En 2013, à l'occasion d'un comparatif, le site web Les Numériques précise : « Certaines barres sont vendues avec un caisson, et il faut dire que c'est une bonne idée. Car sans lui, elles ont bien du mal à offrir une prestation correcte. C'est une solution hybride mais pratique : l'encombrement est réduit et la présence du caisson permet de limiter le coût de l'ensemble. »
La barre de son peut être installée devant ou sous le téléviseur, ou accrochée au mur ; le vidéoprojecteur (associé à un écran) est une alternative au téléviseur.
La polyvalence home cinema et hi-fi se rencontre dans des modèles haut de gamme.